# Euryarthrum
Euryarthrum is een kevergeslacht uit de familie van de boktorren (Cerambycidae). De wetenschappelijke naam van het geslacht werd voor het eerst geldig gepubliceerd in 1845 door Blanchard.

## Soorten
Euryarthrum omvat de volgende soorten:
- Euryarthrum albocinctum Blanchard, 1845
- Euryarthrum apicefasciatum Hüdepohl, 1988
- Euryarthrum assimile Yoshitake & Niisato, 2010
- Euryarthrum atripenne Pascoe, 1866
- Euryarthrum aurantiacum Holzschuh, 2008
- Euryarthrum bifasciatum (Pascoe, 1857)
- Euryarthrum carinatum Pascoe, 1866
- Euryarthrum dilatipenne Holzschuh, 2008
- Euryarthrum egenum Pascoe, 1866
- Euryarthrum elegans Hayashi, 1977
- Euryarthrum gibbulum Holzschuh, 2008
- Euryarthrum hastigerum Holzschuh, 2008
- Euryarthrum inopinans Holzschuh, 2010
- Euryarthrum interruptum Pascoe, 1866
- Euryarthrum kalimantanense Yoshitake & Niisato, 2009
- Euryarthrum nodicolle Pascoe, 1866
- Euryarthrum ohbayashii Yoshitake & Niisato, 2009
- Euryarthrum pubiventre Holzschuh, 2008
- Euryarthrum rubati Fuchs, 1966
- Euryarthrum rubricolle Holzschuh, 1991
- Euryarthrum takakuwai Yoshitake & Niisato, 2009